# 塩崎修
塩崎 修（しおざき おさむ、1948年〈昭和23年〉7月1日 - ）は、日本の外交官。内閣官房内閣審議官等を経て、ホンジュラス共和国駐箚特命全権大使。

## 人物
東京都出身。慶應義塾大学経済学部卒業。1973年外務省入省。
1984年在エジプト日本大使館一等書記官、1986年在インドネシア日本大使館参事官、1990年外務省経済協力局国際機構課長、1991年内閣官房内閣内政審議室内閣審議官、1993年外務省文化交流部文化第一課長、1995年在ケニア日本大使館公使、1997年在オーストラリア日本大使館公使。
2000年宇宙開発事業団調査国際部参事、2002年ニューヨーク領事。2003年7月からホーチミン総領事を3年半務め、日系企業のベトナム進出の支援等を行った。
2007年からホンジュラス共和国駐箚特命全権大使。
2022年、瑞宝中綬章受章。

## 同期入省
- 河野雅治（11年駐伊大使・09年駐露大使・07年外務審議官・05年総合外交政策局長）
- 塩尻孝二郎（11年EU大使・08年駐インドネシア大使・05年外務省大臣官房長）
- 天野万利（07年OECD事務次長）
- 坂場三男（08年駐ベトナム大使・06年外務報道官・中南米局長）
- 伊藤哲雄（09年駐ハンガリー大使・05年駐カザフスタン大使）
- 加来至誠（11年駐ホンジュラス大使、07年駐エルサルバドル大使）
- 野川保晶（12年駐ニュージーランド大使、07年駐ミャンマー大使）
- 杉本信行（01年上海総領事）
- 中村滋（11年駐マレーシア大使・06年駐サウジアラビア大使・04国際情報統括官）
- 岩谷滋雄（10年駐オーストリア大使・07年駐ケニア大使）
- 鹿取克章（11年駐インドネシア大使・06年駐イスラエル大使）
- 塩口哲朗（11年駐ベネズエラ大使・08年駐ヨルダン大使・06年国際協力銀行理事・04年駐コートジボワール大使）
- 水野達夫（07年駐ネパール大使）
- 堀江正彦（07年駐マレーシア大使・04年駐カタール大使）
- 神谷武（11年駐パラグアイ大使・08年駐アルジェリア大使）
- 岡田眞樹（11年駐タンザニア大使・09年農畜産業振興機構理事）
- 黒田義久（10年駐ウズベキスタン大使）
- 鈴木一泉（10年駐コロンビア大使）
- 並木芳治（10年駐コスタリカ大使）
- 小林正雄（11年駐ガボン大使・10年官房調査官）
- 佐藤博史（12年駐キューバ大使）
- 川原英一（13年駐グアテマラ大使）
- 吉田潤（13年駐モーリタニア大使）